# Россошки (Воронежская область)
Россошки — село в Репьёвском районе Воронежской области Российской Федерации.
Административный центр Россошкинского сельского поселения.

## Население
| 1859 | 1897  | 2010 | 2012 | 2013 | 2014 | 2015 |
| ---- | ----- | ---- | ---- | ---- | ---- | ---- |
| 1054 | ↗1280 | ↘540 | ↘524 | ↘512 | ↘491 | ↘477 |
| 2016 | 2017  | 2018 |      |      |      |      |
| ↘475 | ↘463  | ↘449 |      |      |      |      |

## Улицы
| - ул. 1 Мая, - ул. Воронежская, - ул. Девицкая, | - ул. Заречная, - пер. Заречный 1-й, - пер. Заречный 2-й, | - ул. Молодёжная, - ул. Набережная, - ул. Октябрьская, | - ул. Советская, - ул. Школьная, - ул. Яблочная. |